# Sacramentos de iniciación

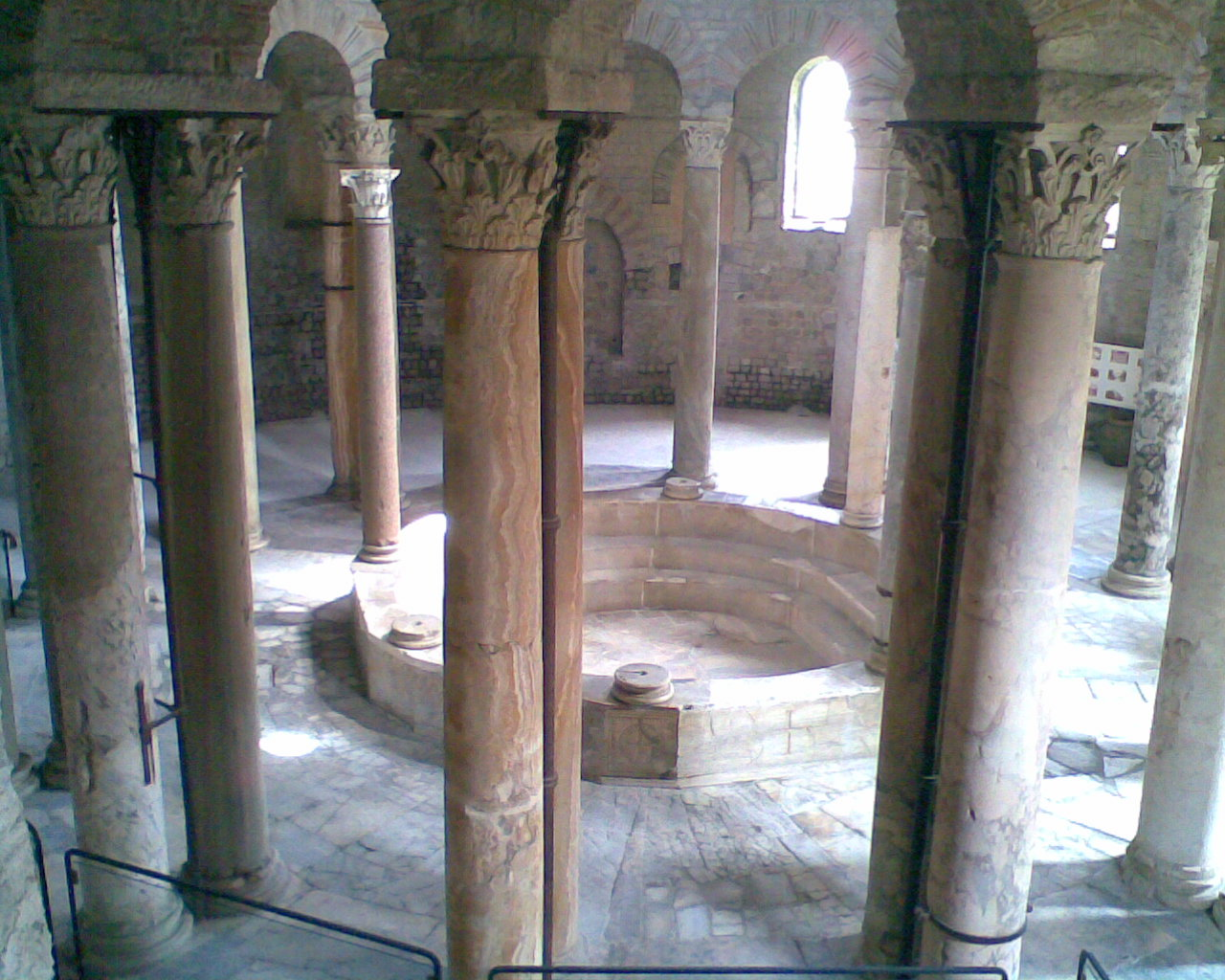
Bautisterio paleocristiano (Nocera Superiore, Italia)

Los sacramentos de iniciación (también llamados "misterios de iniciación") en el cristianismo niceno, son los tres sacramentos del Bautismo, la Confirmación y la Eucaristía. Como tales, se distinguen de los sacramentos de curación (Unción de los enfermos y Sacramento de la Penitencia) y de los sacramentos del servicio (Matrimonio y  Ordenación).

## Enfoques oriental y occidental
En el cristianismo oriental los tres sacramentos suelen administrarse al mismo tiempo, incluso en el caso de los bebés. En la Iglesia latina y otras denominaciones occidentales, el rito del  bautismo infantil se desarrolló para su uso con bebés. En estas tradiciones la Eucaristía y la Confirmación se posponen hasta que el niño alcanza la edad de autoconciencia. Normalmente, los adultos son bautizados después de inscribirse como catecúmeno, ya sea formalmente, como en la Iglesia latina, o más informalmente, como en algunas Iglesias católicas orientales. En su constitución apostólica Divinae consortium naturae sobre el sacramento de la Confirmación, el papa Pablo VI declaró: 

La participación en la naturaleza divina dada a los hombres por la gracia de Cristo tiene cierta semejanza con el origen, el desarrollo y la alimentación de la vida natural. Los fieles nacen de nuevo por el Bautismo, son fortalecidos por el sacramento de la Confirmación y reciben en la Eucaristía el alimento de la vida eterna.

## Celebración
Según la teología de la Iglesia católica , la forma en que se celebran los sacramentos de iniciación tiene como finalidad que un neófito experimente y conozca, a través de signos sacramentales y gestos visibles, la vida eterna y la gracia que Jesús ha traído a este mundo. Siempre van acompañados de la Palabra de Dios. Se hace especial hincapié en el misterio pascual de la muerte y resurrección de Cristo. El momento privilegiado para celebrarlos es durante la Pascua, y ya en el siglo IV se aceptaba como el momento normal para administrarlos, aunque también se permitía en Pentecostés.